# Copa Báltica 1994
La Copa Báltica 1994 (en estonio, Balti turniir 1994; en letón, Baltijas Kauss 1994; en lituano, 1994 m. Baltijos taurė) fue la XIV edición de la competición amistosa, que se desarrolló en Lituania. Fue disputada por los seleccionados de Estonia, Letonia y Lituania entre los días 29 y 31 de julio.
Lituania obtuvo su quinto título en la competición tras vencer a su par de Letonia en el encuentro definitorio de la última jornada por 1-0.

## Formato
Las tres selecciones se enfrentaron entre sí en un sistema de liguilla a una sola rueda. La selección con mayor cantidad de puntos obtenidos al finalizar el torneo se consagró campeona.
Esta edición fue la primera que contó con el nuevo sistema de puntuación adoptado por la FIFA, que otorgaba 3 (tres) puntos por cada partido ganado.

## Posiciones
| Selección | Pts | PJ | PG | PE | PP | GF | GC | Dif |
| --------- | --- | -- | -- | -- | -- | -- | -- | --- |
| Lituania  | 6   | 2  | 2  | 0  | 0  | 4  | 0  | 4   |
| Letonia   | 3   | 2  | 1  | 0  | 1  | 2  | 1  | 1   |
| Estonia   | 0   | 2  | 0  | 0  | 2  | 0  | 5  | -5  |

## Resultados
| 29 de julio de 1994 | Lituania                                    | 3:0 (2:0) | Estonia | Estadio Žalgiris, Vilna                                  |                                                          |
|                     | Ivanauskas 11' (pen.) 23' · Mikalajūnas 61' |           |         | Asistencia: 1.000 espectadores Árbitro(s): Romāns Lajuks | Asistencia: 1.000 espectadores Árbitro(s): Romāns Lajuks |

| 30 de julio de 1994 | Estonia | 0:2 (0:2) | Letonia                     | Estadio Žalgiris, Vilna                                     |                                                             |
|                     |         |           | Astafjevs 31' · Bulders 37' | Asistencia: 250 espectadores Árbitro(s): Algirdas Dubinskas | Asistencia: 250 espectadores Árbitro(s): Algirdas Dubinskas |

| 31 de julio de 1994 | Lituania              | 1:0 (0:0) | Letonia | Estadio Žalgiris, Vilna                                   |                                                           |
|                     | Tereškinas 67' (pen.) |           |         | Asistencia: 1.000 espectadores Árbitro(s): Oleg Timofejev | Asistencia: 1.000 espectadores Árbitro(s): Oleg Timofejev |

| Campeón Lituania 5.to título |